# Simyra africana
Simyra africana là một loài bướm đêm trong họ Noctuidae.